# Carlos Moreno (Sänger)
Carlos Moreno (* 11. Dezember 1936 in Canals; † 4. Juli 2015) war ein argentinischer Tangosänger.

## Leben
Moreno wuchs in Buenos Aires auf. Er debütierte dort in der Confitería Richmond mit Julio Sosa und trat mit den Orchestern von Héctor Rubens und Armando Pontier auf. Sein erstes Album Acuarela Tanguera, das ihn vor allem im Norden Argentiniens populär machte, nahm er 1965 in Salta beim lokalen Label H y R auf. 25 weitere LPs und CDs entstanden bei den Labels RCA-Victor und Polygram. Im Fernsehen trat er in Sendungen wie Grandes Valores del Tango und La Botica del Tango auf. Er war auch in den USA erfolgreich, tourte aber vor allem durch das Innere Argentiniens, um auch in abgelegenen Regionen den Tango bekannt zu machen. Er sagte über sich selbst: "Soy un laburante del tango. Un oficiante de un sentimiento popular." (dt.: "Ich bin ein Arbeiter des Tango. Ein Beamter eines Volksgefühls.")